# Sinzig
Sinzig är en stad i Landkreis Ahrweiler i förbundslandet Rheinland-Pfalz i Tyskland.